# Frank Rattray Lillie
Frank Rattray Lillie (Toronto, 27 juni 1870 – Chicago, 5 november 1947) was een Amerikaanse zoöloog en embryoloog. Lillie werd vooral bekend door zijn werk aan het Marine Biological Laboratory in Woods Hole.

## Biografie
Lillie werd in 1870 geboren in Toronto in Canada. Zijn vader was George Waddell Little, een accountant en mede-eigenaar van een medische groothandel, en zijn moeder was Emily Ann Rattray. Adam Lillie, zijn grootvader van zijn vaders kant, was een predikant die naast Oudgrieks ook Sanskriet beheerste. Zijn grootvader van zijn moeders kant, Thomas Rattray, was ook een predikant en was een neef van Thomas Dick, de Schotse astronoom. Frank werd geboren als tweede in wat een gezin met zes kinderen zou worden. Op de middelbare school begon zijn fascinatie voor wetenschappelijke vakken.
In 1887 begon hij aan de Universiteit van Toronto waar hij scheikunde, geologie en vooral biologie studeerde en daarnaast door zijn vriend Alexander J. Hunter interesse kreeg in entomologie en paleontologie. Beiden waren streng religieus opgegroeid, wat conflicteerde met hun wetenschappelijke opleiding. Hunter wist dit gescheiden te houden en werd priester, maar bij Lillie kreeg de wetenschap de overhand en zo werd hij niet zoals verwachter priester in de Anglicaanse Kerk waar zijn ouders zich bij hadden aangesloten. Zijn keuze voor zoölogie en embryologie werd gestimuleerd door professoren Robert Ramsay Wright en Archibald Macallum. Zo voltooide hij in 1891 zijn BA.
Via Wright volgde Lillie die zomer de vierde sessie van het Marine Biological Laboratory in Woods Hole. Hij vergezelde daar directeur Charles Otis Whitman bij diens onderzoek naar stroommossels en Lillie richtte zich daarbij op de ontwikkeling van de blastomeren tot de organen van de larven. Het werk was dusdanig dat hij een betrekking kreeg aan de Clark University waar Whitman professor morfologie was.
In 1892 werd Whitman met enkele collega's overgehaald door William Rainey Harper om over te stappen naar de net opgerichte Universiteit van Chicago. Lillie was een van de velen die Whitman volgden en behaalde daar zo in 1894 zijn PhD in zoölogie summa cum laude. Van 1994 tot 1899 gaf hij zoölogie aan de Universiteit van Michigan en in 1985 trouwde hij met Frances Williams Crane, dochter van industrieel Richard T. Crane, die hij had leren kennen bij het Marine Biological Laboratory. In 1899-1900 doceerde hij aan het Vassar College, maar werd in 1900 aangetrokken door de Universiteit van Chicago als assistant professor embryologie om in 1906 als professor aangesteld te worden. Na de dood van Whitman in 1910 volgde Lillie hem op als hoofd Embryologie tot 1931 toen hij decaan van Biological Sciences werd, een positie die hij bekleedde tot 1935. In 1925 werd in Chicago mede op initiatief van Lillie het naar zijn mentor genoemde Whitman Laboratory of Experimental Zoology geopend.
Daarnaast bleef Lillie verbonden aan het Marine Biological Laboratory, waar hij elke zomer lesgaf in embryologie. Daarnaast nam hij hier ook leidinggevende taken op zich en was zo tussen 1900 en 1908 onderdirecteur en na het vertrek van Whitman daarna tot 1925 directeur. Mede dankzij zijn zwager Charles Richard Crane en diens vriend John D. Rockefeller jr. kon het laboratorium groeien.
In 1915 trad hij toe tot de National Academy of Sciences en een jaar later tot de American Philosophical Society. Vele andere wetenschappelijke genootschappen zouden volgen. In 1925 stelde hij bij een vergadering van de National Academy of Sciences voor om een oceanografisch instituut op te richten, wat in 1930 het Woods Hole Oceanographic Institution werd. Lillie was de eerste president en bleef aan tot 1939. Tussen 1935 en 1939 was hij ook president van de National Academy of Science. Aangezien hij in 1935 ook voorzitter werd van de National Research Council en was zo in een goede positie om de verstoorde relatie tussen de twee instituten te verbeteren. Met ondersteuning van de Pilgrim Trust werd de Pilgrim Trust Lecture opgezet waarin de Academy tussen 1938 en 1945 samenwerkte met de Royal Society.
Hij werd ook lid van het in 1922 opgerichte Committee for Research in Problems of Sex.

## Werk
In het werk van Lillie is zijn veranderende interesse terug te zien. Zijn vroege werk was op het gebied van embryologie en bevruchting waar hij veel onderzoek deed naar de Unio, de stroommossel, specifiek de cellijn. Hij ontdekte hier cellulaire adaptaties waarbij cellen zich aanpasten aan veranderingen in hun omgeving. De klieving van eicellen die leidde tot de vorming van het glochidium was daarbij slechts een onderdeel. In de ongekliefde eicel zouden de verschillende opties al aanwezig moeten zijn en dankzij werk van zijn collega's in Woods Hole leek de eicel van de perkamentkokerworm of Chaetopterus pergamentaceus geschikter om dit te onderzoeken. Naar idee van Jacques Loeb onderzocht Lillie het effect van verschillende concentraties kaliumchloride op eicellen. Hij ontdekte dat er zich bij ongekliefde eicellen, zowel bevruchte als onbevruchte, gecilieerde lichamen vormden die in vorm, kenmerken en motiliteit sterk overeenkwamen met trochophora van dezelfde leeftijd. Er bleek dus celdifferentiatie op te kunnen treden zonder celdeling of kerndeling.
Lillie bestudeerde in 1909 het cytoplasma van eicellen ook met behulp van centrifugatie. Ondanks de scheiding binnenin de cel vond na bevruchting normale klieving plaats, wat er volgens hem op wees dat de celpolariteit al vastlag op een meer elementair niveau. Later onderzoek wees in de richting van het ectoplasma, dat relatief weinig beroerd werd door het centrifugeren. De daaropvolgende 10 jaar ging veel van zijn onderzoek dan ook uit naar de bevruchting van de eicel. Een voorzichtige hypothese was dat de bevruchting van de eicel door de zaadcel plaatsvond door een substantie op de eicel die voorlopig fertilizin werd genoemd. Deze zou zich via agglutinatie binden met anti-fertilizin op de zaadcel. Hij werkte hieraan met Ernest Everett Just die zijn werk voortzette aan wat uiteindelijk bekend zou worden als de zona pellucida. Lillie deed daarnaast veel onderzoek op kippen, onder meer naar de ontwikkelingscorrelatie tussen organen. In navolging van Wilhelm Roux onderzocht hij dit door bij embryo's organen uit te schakelen. Zo vond hij dat het proces van amnionvorming werd verstoord door een kleine beschadiging van het vroege rudiment.
In 1906 bleek in een toespraak voor de American Society of Naturalists dat zijn interesse ook uitging naar geslachtsdifferentiatie en hoe de verschillende eigenschappen ontstaan. Hij achtte een seksueel indifferent stadium waarschijnlijk, waarna omstandigheden in het ei tijdens de bevruchting de ontwikkeling in mannelijke of vrouwelijke richting stuurden, waarna de geslachtskenmerken in een bepaalde volgorde tijdens de embryogenese ontstaan. Jaren later kwam hij op zijn familieboerderij in Wheeling een kween of freemartin tegen, een onvruchtbaar vrouwelijk rund met mannelijke kenmerken. Dit trad op bij tweelingen waarbij het andere dier mannelijk was. Via een slachterij van Swift & Company in het nabijgelegen Union Stock Yards werd gezocht naar drachtige koeien met tweelingen. Tot dan was meestal de conclusie dat het eeneiige tweelingen betrof, dus monozygotische mannelijke dieren. Lillie wist echter vast te stellen dat de tweeling weliswaar monochoriaal is, ze delen een placenta – wat veelal het geval is bij eeneiige tweelingen –, maar dat er voor elke embryo een eigen corpus luteum was. Het betrof dus twee zygotes en mede gezien de uitwendige vrouwelijke geslachtsorganen en de melkklieren van de kween stelde Lillie dat het een vrouwelijke zygote betrof. Dat verklaarde nog niet de mannelijke kenmerken, maar Lillie ontdekte dat dit optrad doordat de bloedvaten van de foetaal membranen van beide embryo's met elkaar verbonden waren. Als de bloedvaten niet voldoende verbonden waren, trad het niet op, wat voor Lillie de cruciale test was. Hij wees het effect toe aan de werking van hormonen, specifiek een mannelijk geslachtshormoon aangezien het alleen geslachtskenmerken betrof. Hij stelde dat de hormonen al in de vrouwelijke embryo aanwezige structuren remden of juist stimuleerden, wat later bekend zou worden als expressie.
In zijn werk over de kween maakte Lillie onderscheid in de geslachtsontwikkeling tussen geslachtsbepaling en geslachtsdifferentiatie. De geslachtsbepaling was daarbij beperkt tot het moment van bevruchting en wees hij toe aan de geslachtschromosomen. De geslachtsdifferentiatie wees hij toe aan de geslachtshormonen. Beiden speelden dus een gedeeltelijke rol in de geslachtsontwikkeling.:66-67
De metabolische theorie van Patrick Geddes en Arthur Thomson domineerde tot dan het onderzoek naar geslachtsbepaling. Met de ontdekking van de geslachtshormonen verschoof vanaf de jaren 1910 de aandacht in de seksuologie naar het hormonale model. De chromosomale erfelijkheidstheorie viel hier buiten en was slechts een restproduct uit de cytologie en de erfelijkheidsleer. Het hormonale model kende echter enkele tekortkomingen en met het werk van Lillie leek dit op te lossen met een nieuw paradigma van het tweetrapsmodel van geslachtsbepaling door chromosomen en geslachtsdifferentiatie door hormonen.:63-67
Lillie richtte zich hierna dan ook meer op het effect van de geslachtshormonen en koos daarvoor de bruine leghorn die een sterke mate van geslachtsdimorfie kennen in kleurslag van het verenkleed. Met vooral Mary Juhn en Hsi Wang onderzocht hij het effect van oestrogeen en thyroxine in dit proces.

## Publicaties
- 1893: 'Preliminary Account of the Embryology of Unio complanata' in Journal of Morphology, Volume 8, Issue 3, p. 569-578
- 1895: 'The Embryology of the Unionidae. A Study in Cell-Lineage' in Journal of Morphology, Volume 10, Issue 1, p. 1-100
- 1896: 'On the Smallest Part of Stentor Capable of Regeneration; a Contribution on the Limits of Divisibility of Living Matter' in Journal of Morphology, Volume 12,  Issue 1, p. 239-249
- 1897: 'On the Effect of Temperature on the Development of Animals' in Zoological Bulletin, Volume 1, No. 4, 179-193, met F.P. Knowlton
- 1897: 'On the Origin of the Centers of the First Cleavage Spindle in Unio Complanata' in Science, Volume 5, No. 114, p. 389-390
- 1898: 'Centrosome and Sphere in the Egg of the Unio' in Zoological Bulletin, Volume 1, No. 6, p. 265-274
- 1901: 'The Organization of the Egg of Unio, Based on a Study of Its Maturation, Fertilization and Cleavage' in Journal of Morphology, Volume 17, Issue 2, p. 227-292
- 1902: 'Differentiation without Cleavage in the Egg of the Annelid, Chaetopterus pergamentaceus' in Wilhelm Roux' Archiv für Entwicklungsmechanik der Organismen, Band 14, p. 477-499
- 1903: 'Experimental Studies on the Development of the Organs in the Embryo of the Fowl (Gallus domesticus)' in Biological Bulletin, Volume 5, No. 2, p. 92-124
- 1904: 'Further Experiments in the Embryology of the Chick' in Biological Bulletin, Volume 6, p. 309-310
- 1907: 'The Biological Significance of Sexual Differentiation—a Zoological Point of View' in Science, Volume 25, No. 636, p. 372-376
- 1908: Development of the Chick. An Introduction to Embryology, Henry Holt and Co.
- 1909: 'On the Teaching of the Elements of Embryology' in Science, Volume 29, Issue 754, p. 932-934
- 1910: 'Function of the Spermatozoon in Fertilization, from Observations on Nereis' in Science, Volume 31, No. 804, p. 836
- 1912: 'On the Fertilizing Power of Portions of the Spermatozoon' in Science, Volume 35, No. 899, p. 471
- 1912: 'The Production of Sperm Iso-Agglutinins by Ova', in Science, Volume 36, No. 929, p. 527-530
- 1913: 'The Mechanism of Fertilization' in Science, Volume 38, No. 980, p. 524-528
- 1915: 'The Fertilizing Power of Sperm Dilutions of Arbacia' in Proceedings of the National Academy of Sciences of the United States of America, Volume 1, No. 3, p. 156-160
- 1915: 'Sperm Agglutination and Fertilization' in Biological Bulletin, Volume 28, No. 1, p. 18-33
- 1916: 'The History of the Fertilization Problem' in Science, Volume 43, Issue 1098, p. 39-53
- 1916: 'The Theory of the Freemartin' in Science, Volume 43, p. 611-613
- 1917: 'The Free-martin; a Study of the Action of Sex Hormones in the Foetal Life of Cattle' in Journal of Experimental Zoology, Volume 23, No. 2, p. 371-452
- 1917: 'Sex-Determination and Sex-Differentiation in Mammals' in Proceedings of the National Academy of Sciences of the United States of America, Volume 3, No. 7, p. 464-470
- 1919: Problems of Fertilization, University of Chicago Press, met Just, E.E.
- 1922: 'An Early Stage of the Free-martin and the Parallel History of the Interstitial Cells' in Science, Volume 55, Issue 1432, p. 624-625, met K.F. Bascom
- 1922: 'The Etiology of the Free-martin' in The Cornell Veterinarian, Volume 12, p. 332-337
- 1927: 'The Present Status of the Problem of 'Sex-Inversion' in the Hen. Comments on Dr. Domm's paper' in Journal of Experimental Zoology, Volume 48, Issue 1, p. :174-196
- 1927: 'The Gene and the Ontogenetic Process' in Science, Volume 66, Issue 1712, p. 361-368
- 1929: 'Embryonic Segregation and Its Role in the Life History' in Wilhelm Roux' Archiv für Entwicklungsmechanik der Organismen, Band 118, p. 499-533
- 1930: 'The Action of the Sex Hormones in the Fowl. An Account of the Chicago Experiments' in The Collecting Net, Volume 5, p. 137-141
- 1931: 'Bilateral Gynandromorphism and Lateral Hemihypertrophy in Birds', Science, Volume 74, No. 1920, p. 387-390
- 1932: 'General biological introduction' in Allen, E.J. Sex and Internal Secretions. A Survey of Recent Research, Williams and Wilkins Co.
- 1932: 'The Physiology of Development of Feathers. I. Growth Rate and Pattern in the Individual Feather' in Physiological Zoology, Volume 5, No. 1, p. 124-184, met Mary Juhn
- 1932: 'The Physiology of Feather Pattern' in The Wilson Bulletin, Volume 44, No. 4, p. 193-211
- 1932: 'Growth-Rate and Hormone Threshold with Reference to Physiology of Development' in The American Naturalist, Volume 66, No. 703, p. 171-179
- 1936: 'The Accomplishments and the Future of the Biological Sciences' in Sigma Xi Quarterly, Volume 24, No. 2, p. 102-108, 115
- 1937: 'The Origin of the After-Feather in Fowl: A Process of Twinning' in Science, Volume 86, No. 2219, p. 38-39
- 1938: 'Physiology of Development of the Feather. II. General Principles of Development with Special Reference to the After-Feather' in Physiological Zoology, Volume 11, No. 4, p. 434-450, met Mary Juhn
- 1940: 'Physiology of Development of the Feather. III. Growth of the Mesodermal Constituents and Blood Circulation in the Pulp' in Physiological Zoology, Volume 13, No. 2, p. 143-176
- 1940: 'Physiology of Development of the Feather. IV. The Diurnal Curve of Growth in Brown Leghorn Fowl' in Proceedings of the National Academy of Sciences, Volume 26, No. 1, p. 67-85, met Hsi Wang
- 1941: 'Physiology of Development of the Feather. V. Experimental Morphogenesis' in Physiological Zoology, Volume 14, No. 2, p. 103-135, met Hsi Wang
- 1942: 'On the Development of Feathers' in Biological Reviews, Volume 17, Issue 3, p. 247-266, met Hsi Wang
- 1943: 'Physiology of Development of the Feather. VI. The Production and Analysis of Feather-Chimaerae in Fowl' in Physiological Zoology, Volume 16, No. 1, p. 1-21, met Hsi Wang
- 1944: 'Physiology of Development of the Feather. VII. An Experimental Study of Induction' in Physiological Zoology, Volume 17, No. 1, p. 1-31, met Hsi Wang
- 1947: 'Feather' in Encyclopaedia Britannica, Volume 9, p. 128-131